# Olav Thon Gruppen
Olav Thon Gruppen är en norsk koncern, som ägs av Olav Thon Stiftelsen. Ursprunglig grundare var Olav Thon.
Man äger 95 handelsplatser i Norge och förvaltar ytterligare ett antal. Olav Thon Gruppen har dotterbolag med olika verksamhet inom fastigheter, hotell och restaurang, detaljhandel och industri. År 2015 ägde koncernen bland annat 500 fastigheter i Norge och arton i utlandet, femton gallerior och 47 hotell.
Koncernen äger även handelsplatser i Sverige genom bolaget Thon Property AB.

## Thon Property AB:s handelsplatser i Sverige
I Sverige äger eller förvaltar dotterbolaget Thon Property AB 350 000 kvm i följande gallerior:
- Charlottenbergs shoppingcenter (Eda).
- Etage (Trollhättan). Huvudägare fram till 2014: Steen & Strøm.[2] Även Coops fastighet om 12 000 kvm förvärvades den 1 juni 2015.[3]
- Familia Köpcentrum, Hyllinge, (Åstorp). Del av Hyllinge handelsområde. Ägare fram till 2014: Steen & Strøm.[2]
- Långflon köpcentrum (Torsby). Ägs av Långflon Kjöpcentrum AB och förvaltas av Thon Property.
- Malmö Plaza, tidigare Entré. Ägs av Commerz Real och förvaltas av Thon Property.
- Mirum Galleria (Norrköping). Ägare fram till 2014: Steen & Strøm.[2]
- Mitt i city (Karlstad). Ägare fram till 2014:  Steen & Strøm.[2]
- Nordby Shoppingcenter (Strömstad).
- Eurocash Food AB, Oslovägen 58 (Strömstad).Fastighets AB uppköpt juli 2015.[4] Lågpriskedjans fastighet Tidigare ägaren Kybir ligger intill Strömstad Köpcenter förvärvas av Thorn Property till 55% våren 2019.[5]

och Strömstads shoppingcenter.  
- Sollentuna centrum (Sollentuna kommun). Ägare fram till 2014: Steen & Strøm.[2]
- Tanum Shoppingcenter (Tanumshede). Våren 2017 förvärvat 55 procent i det bolag som shoppingcentrat är skrivet på.[6]
- Torp köpcentrum (Uddevalla). Coops fastighet om 15 000 kvm förvärvad den 1 september 2015.[7]
  - 2016 förvärvades Steen & Strøms fastighet av Thon Property AB. Den 8 november[8]
- Töcksfors shoppingcenter. (Årjäng).